# 2004年温布尔登网球锦标赛
2004年温布尔登网球锦标赛。

## 冠军
单打列出冠亚军以及决赛比分，双打列出冠军组合。

### 男子单打
主条目：2004年温布尔登网球锦标赛男子单打比賽
羅傑·费德勒（瑞士）4-6 7-5 7-6(3) 6-4 安迪·罗迪克（美国）

### 女子单打
主条目：2004年温布尔登网球锦标赛女子单打比賽
瑪麗亞·莎拉波娃（俄罗斯）6-1 6-4 小威廉姆斯（美国）

### 男子双打
主条目：2004年温布尔登网球锦标赛男子双打比赛
約納斯·比約克曼（瑞典）/托德·伍德布里奇（澳大利亚）

### 女子双打
主条目：2004年温布尔登网球锦标赛女子双打比赛
卡拉·布莱克（津巴布韦）/雷内·斯塔布斯（澳大利亚）

### 混合双打
主条目：2004年温布尔登网球锦标赛混合双打比赛
卡拉·布莱克（津巴布韦）/韋恩·布萊克（津巴布韦）
| 前任： 2003年温布尔登网球锦标赛 | 温布尔登网球锦标赛 2004年 | 繼任： 2005年温布尔登网球锦标赛 |
| 前任： 2004年法国网球公开赛     | 网球大满贯 2004年         | 繼任： 2004年美国网球公开赛     |